# 米科拉伊夫 (舍普季茨基区)
50°20′24″N 24°58′9″E / 50.34000°N 24.96917°E
米科拉伊夫（烏克蘭語：Миколаїв），是烏克蘭的村落，位於該國西部利沃夫州，由舍普季茨基区洛帕廷市镇負責管轄，面積2.98平方公里，2001年人口1,206，人口密度每平方公里404.83人。